# Simonetta Stefanelli
Simonetta Stefanelli (ur. 30 listopada 1954 w Rzymie) – włoska aktorka filmowa i telewizyjna, jedna z największych gwiazd kina włoskiego.

## Kariera
Simonetta Stefanelli na wielkim ekranie zadebiutowała w 1968 roku w filmie pt. Japońska Żona w reżyserii Gian Luigiego Polidoro. W 1971 roku zagrała w filmach pt. Homo Eroticus (reż. Marco Vicario), Non commettere atti impuri (reż. Giulio Petroni), W imieniu narodu włoskiego (reż. Dino Risi). W 1972 roku zadebiutowała na małym ekranie w niemieckim serialu telewizyjnym pt. Die Sonne angreifen w reżyserii Petera Lilienthala.
Jednak znana stała się dzięki roli w 1972 roku Apollonii Vitelli-Corleone, żony Michaela Corleone w filmie w reżyserii Francisa Ford Coppoli pt. Ojciec chrzestny, gdzie grała obok takich gwiazd jak m.in.: Marlon Brando, Al Pacino, Robert Duvall, James Caan i Diane Keaton. W 1977 roku zagrała w telewizyjnej produkcji pt. The Godfather: A Novel for Television w reżyserii Francisa Ford Coppoli.
Stefanelli odmówiła zrobienia kariery w Hollywood w celu uniknięcia typecastu (ciągłego grania podobnej roli) i postanowiła kontynuować karierę we Włoszech. W 1973 roku zagrała w hiszpańskiej produkcji pt. El mejor alcalde, el rey w reżyserii Rafaela Gila oraz w miniserialu pt. Mojżesz Prawodawca (reż. Gianfranco De Bosio) grając razem m.in. z: Burtem Lancasterem, Anthonym Quaylem i Ingrid Thulin.
Potem grała w wielu filmach włoskich m.in. w 1975 roku w dramacie erotycznym w reżyserii Bruno Gaburro pt. Rodzinne grzechy, gdzie grała wraz z przyszłym mężem Michelem Placido, Trzej Bracia (1981 – reż. Francesco Rosi), Il falco e la colomba (1981 – reż. Fabrizio Lori), Ars Amandi – L’arte di amare (1984 – reż. Walerian Borowczyk), Wielkie magazyny (1986 – reż. Franco Castellano i Giuseppe Moccia), Ojciec chrzestny III (1990 – reż. Francis Ford Coppola).
W 1992 roku po roli w filmie w reżyserii męża Michela Placido pt. Przyjaciółki od serca postanowiła zakończyć karierę aktorską, jednak w 2003 roku wystąpiła gościnnie w serialu pt. Il maresciallo Rocca.

## Filmografia

### Film
- 1968: Japońska Żona jako Dziewczyna
- 1971: Homo Eroticus jako Córka Tano
- 1971: Non commettere atti impuri jako Maria Teresa
- 1971: W imieniu narodu włoskiego jako Giugi Santenocito
- 1972: Ojciec chrzestny jako Apollonia Vitelli-Corleone
- 1972: Il caso Pisciotta jako Anna
- 1973: Gli amici degli amici hanno saputo
- 1973: L’onorata famiglia jako Pani Vitale
- 1973: El mejor alcalde, el rey jako Elvira
- 1974: La profanazione
- 1974: Młoda Lukrecja jako Lukrecja Borgia
- 1975: Rodzinne grzechy jako Doris
- 1975: La nuora giovane jako Pani Flora
- 1981: Trzej Bracia jako Żona Młodego Donata
- 1981: Il falco e la colomba jako Rita Alemani
- 1984: Ars Amandi – L’arte di amare jako Vedova Nero
- 1986: Wielkie magazyny
- 1990: Ojciec chrzestny III jako Apollonia Vitelli-Corleone
- 1992: Przyjaciółki od serca jako Giuliana

### Seriale
- 1971: Die Sonne angreifen jako Henia
- 1972: Ho incontrato un'ombra jako Gal Fabian
- 1974: Mojżesz Prawodawca jako Cotbi
- 1977: The Godfather: A Novel for Television jako Apollonia Vitelli-Corleone
- 1983: Quer pasticciaccio brutto de via Merulana jako Assuntina
- 1988: Non basta una vita
- 1992: Scoop
- 2003: Il maresciallo Rocca

## Projektantka mody
Simonetta Stefanelli po zakończeniu kariery aktorskiej w 1992 roku zajęła się projektowaniem mody. Obecnie jest właścicielką sklepu mody Simo Bloom w Rzymie, zajmującego się projektowaniem butów i torebek.

## Życie prywatne
Simonetta Stefanelli w 1989 roku wzięła ślub z aktorem i reżyserem Michelem Placido, z którym grała w wielu filmach, w tym w 1975 roku główną rolę w dramacie erotycznym pt. Peccati in famiglia, jednak rozwiedli się w 1994 roku. Mają trójkę dzieci: córkę, aktorkę Violantę (ur. 1976) oraz dwóch synów Michelangelo (ur. 1990) i Brenno (ur. 23.08.1991). Po rozwodzie wraz z dziećmi przeprowadziła się do Londynu.
W 2006 i 2008 roku media informowały, że Stefanelli zmarła na raka w Rzymie. Okazało się to nieprawdą, a aktorka wielokrotnie tłumaczyła w mediach, że trudno jej się żyło z takimi plotkami.